# Our Man in Paris
Our Man in Paris är ett musikalbum från 1963 av den amerikanska jazzsaxofonisten Dexter Gordon. På återutgivningen på cd är två bonusspår tillagda (6 och 7).

## Låtlista
1. Scrapple from the Apple (Charlie Parker) – 7'22
2. Willow Weep for Me (Ann Ronell) – 8'47
3. Broadway (Bill Bird/Henri Woode/Teddy McRae) – 6'45
4. Stairway to the Stars (Matt Melneck/Frank Signorelli/Mitchell Parish) – 6'57
5. A Night in Tunisia (Dizzy Gillespie/Frank Paparelli) – 8'15
6. Our Love is Here to Stay (George Gershwin/Ira Gershwin) – 5'39
7. Like Someone in Love (Jimmy Van Heusen/Johnny Burke) – 6'18

## Medverkande
- Dexter Gordon - tenorsaxofon (utom spår 7)
- Bud Powell - piano
- Pierre Michelot - bas
- Kenny Clarke - trummor